# Marco de Jong
Marco de Jong (Veenendaal, 19 augustus 1971) is een voormalig Nederlands profvoetballer en huidig voetbaltrainer.

## Biografie
Marco de Jong werd in 1971 geboren in Veenendaal, waar hij begon te voetballen bij de plaatselijke VV VRC. In 1988 kwam hij in de jeugdopleiding van PSV. In 1992 werd hij door Hans Westerhof bij de selectie gevoegd, samen met spelers als René Klomp, Raymond Beerens Gregory Playfair en Ernest Faber om tot een verjonging te komen. In zijn eerste seizoen speelde hij regelmatig en kreeg hij soms basisplaatsen toebedeeld. Toen Westerhof aan de kant werd geschoven aan het einde van het seizoen, werd besloten De Jong voor een seizoen bij N.E.C. te laten rijpen. Hij zou niet terugkeren bij PSV, maar werd aan het einde van het seizoen 1993/1994 verkocht aan TOP Oss, waar hij vijf seizoenen zou spelen.
In het seizoen 1999/2000 had De Jong nog twee korte dienstverbanden bij Cambridge United FC, waar hij niet tot spelen kwam, en, even over de Duitse grens, bij SV Viktoria Goch. Tussen 2000 en 2002 speelde hij in de hoofdklasse voor RKSV Schijndel. Hierna keerde hij terug naar VV VRC, om zijn spelersperiode af te bouwen.
In 2003 startte De Jong een voetbalacademie en werd hij actief als trainer in het amateurvoetbal bij diverse clubs in het Nederlandse amateurvoetbal. Tot en met het seizoen 2017/2018 was De Jong trainer van de amateurclub VV GDC, waarmee hij in het seizoen 2014/2015 promoveerde naar de eerste klasse.